# 1956 na ciência

## Nascimentos
| Data            | Nome               | Profissão                           | Nacionalidade   | Observações                                                               | Ref         |
| --------------- | ------------------ | ----------------------------------- | --------------- | ------------------------------------------------------------------------- | ----------- |
| 10 de fevereiro | Roderick MacKinnon | químico                             | Estados Unidos  | Nobel da Química 2003 Prémio Albert Lasker de Pesquisa Médica Básica 1999 | [ 1 ] [ 2 ] |
| 3 de maio       | Carlo Rovelli      | físico e cosmólogo                  | Itália          |                                                                           |             |
| 13 de maio      | Alexander Kalery   | cosmonauta                          | União Soviética |                                                                           |             |
| 8 de agosto     | Jean-Michel Coron  | matemático                          | França          | Prémio Fermat 1993                                                        | [ 3 ]       |
| 16 de agosto    | Lauro Barcellos    | oceanógrafo, museólogo e ecologista | Brasil          |                                                                           |             |
| 28 de outubro   | Volker Zotz        | filósofo e escritor                 | Áustria         |                                                                           |             |
| ??              | Rob Pike           | cientista de computação             | Canadá          |                                                                           |             |

## Mortes
| Data            | Nome                              | Profissão               | Nacionalidade                         | Observações | Ref                            |
| --------------- | --------------------------------- | ----------------------- | ------------------------------------- | --- | ------------------------------ |
| 5 de janeiro    | Arthur Elijah Trueman             | geólogo                 | Reino Unido da Grã-Bretanha e Irlanda | n. 1894 Medalha Bigsby 1939 Medalha Wollaston 1955                                                                          | [ 4 ] [ 5 ]                    |
| 25 de janeiro   | Louis Charles Karpinski           | matemático              | Estados Unidos                        | n. 1878 |                                |
| 3 de fevereiro  | Émile Borel                       | matemático e político   | França                                | n. 1871 Prémio Poncelet 1901                                                                                                |                                |
| 13 de fevereiro | Jan Lukasiewicz                   | lógico                  | Polónia                               | n. 1878 |                                |
| 20 de fevereiro | Heinrich Barkhausen               | físico                  | Alemanha                              | n. 1881 |                                |
| 22 de fevereiro | Mário Augusto Teixeira de Freitas | advogado e estatístico  | Brasil                                | n. 1890 |                                |
| 17 de Março     | Irène Joliot-Curie                | cientista               | França                                | n. 1897 Nobel da Química 1935                                                                                               | [ 1 ]                          |
| 17 de março     | Henry Frederick Baker             | matemático              | Reino Unido da Grã-Bretanha e Irlanda | n. 1866 Medalha De Morgan 1905 Medalha Sylvester 1910                                                                       | [ 6 ]                          |
| 24 de março     | Edmund Taylor Whittaker           | matemático              | Reino Unido da Grã-Bretanha e Irlanda | n. 1873 Medalha De Morgan 1935 Medalha Sylvester 1931                                                                       | [ 6 ] [ 7 ]                    |
| 25 de maio      | Johann Radon                      | matemático              | Áustria-Hungria                       | n. 1887 |                                |
| 9 de agosto     | Tobias Dantzig                    | matemático              | União Soviética / Estados Unidos      | n. 1884 |                                |
| 25 de Agosto    | Alfred Kinsey                     | pesquisador             | Estados Unidos                        | n. 1882 |                                |
| 11 de setembro  | Norman Levi Bowen                 | geólogo e mineralogista | Canadá                                | n. 1887 Medalha Bigsby 1931 Medalha Penrose 1941 Medalha Willet G. Miller 1943 Medalha Roebling 1950 Medalha Wollaston 1950 | [ 4 ] [ 8 ] [ 9 ] [ 10 ] [ 5 ] |
| 22 de Setembro  | Frederick Soddy                   | químico Prémio Nobel    | Reino Unido da Grã-Bretanha e Irlanda | n. 1877 Nobel da Química 1921                                                                                               | [ 1 ]                          |
| 16 de novembro  | Robert Wartenberg                 | neurologista            | Estados Unidos                        | n. 1866 |                                |

## Prémios

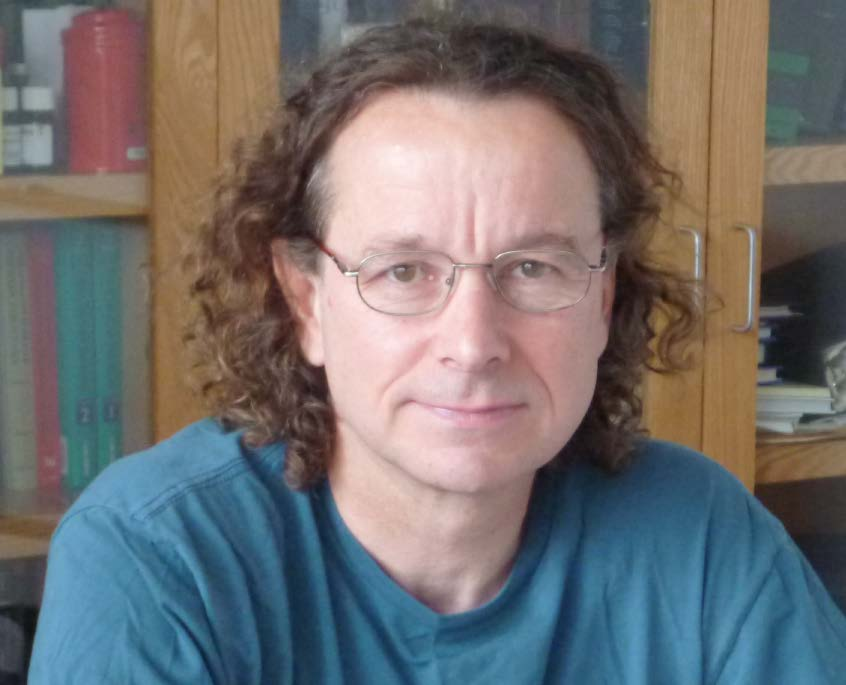
Roderick MacKinnon
(1956 -)

### Medalha Bruce
- Albrecht Unsöld[11]

### Medalha Copley
- Patrick Blackett[12]

### Medalha Davy
- Robert Downs Haworth[13]

### Medalha Hughes
- Frederick Lindemann[14]

### Medalha Real
- Owen Thomas Jones[15] e Dorothy Crowfoot Hodgkin[15]

### Medalha Rumford
- Frank Philip Bowden[16]

## Prémio Nobel
- Física - William Bradford Shockley,[17] John Bardeen,[17] Walter Houser Brattain.[17]
- Química - Cyril Norman Hinshelwood,[1] Nikolay Semyonov.[1]
- Medicina - André Frédéric Cournand,[18] Werner Forßmann,[18] Dickinson W. Richards.[18]